# Dagen zonder lief
Dagen zonder lief is een Vlaamse film uit 2007, geregisseerd door Felix Van Groeningen.
De film speelt zich af in Sint-Niklaas en in Auvergne. Het script werd geschreven door Felix Van Groeningen en Arne Sierens. De Engelstalige titel luidt With Friends Like These.
De film ging op 21 maart 2007 in première in België. Begin 2008 werd de film geselecteerd voor en vertoond op het International Film Festival Rotterdam. In augustus 2008 volgde het filmfestival van Kazimierz Dolny-Janowiec in Polen. In Nederland volgde de zaalpremière op 4 september 2008.

## Rolverdeling
| Acteur                  | Personage               |
| ----------------------- | ----------------------- |
| Wine Dierickx           | zwarte Kelly            |
| Jeroen Perceval         | Frederic                |
| Pieter Genard           | Kurt                    |
| Koen De Graeve          | Nick                    |
| An Miller               | blonde Kelly            |
| Tania Van der Sanden    | moeder van zwarte Kelly |
| Charlotte Vandermeersch | Ingrid                  |